# Трилистий хрест

Геральдичний трилистий хрест

Православний трилистий хрест

Трилистий хрест, також хрест Св. Трійці, хрест св. Лазаря — хрест із завершенням рамен, що нагадує листя конюшини. В геральдиці його називають «хрест боттоні». Потрійне листя конюшини є символом Трійці, і хрест виражає ту ж ідею. Також він використовується для позначення Воскресіння Христового. Одна з найбільш поширених форм хреста у православній церкві в усьому світі.

Трилисті хрести побутують практично в усіх регіонах України. Трилистий хрест, як доводить хресторобська практика в Україні, є одним з найпоширеніших пам'ятників серед православних українців і греко-католиків, бо ототожнюється за будовою, пластикою і смислами з хрестом-тризубом — символом відродженої державності України.

Герб Сумської області
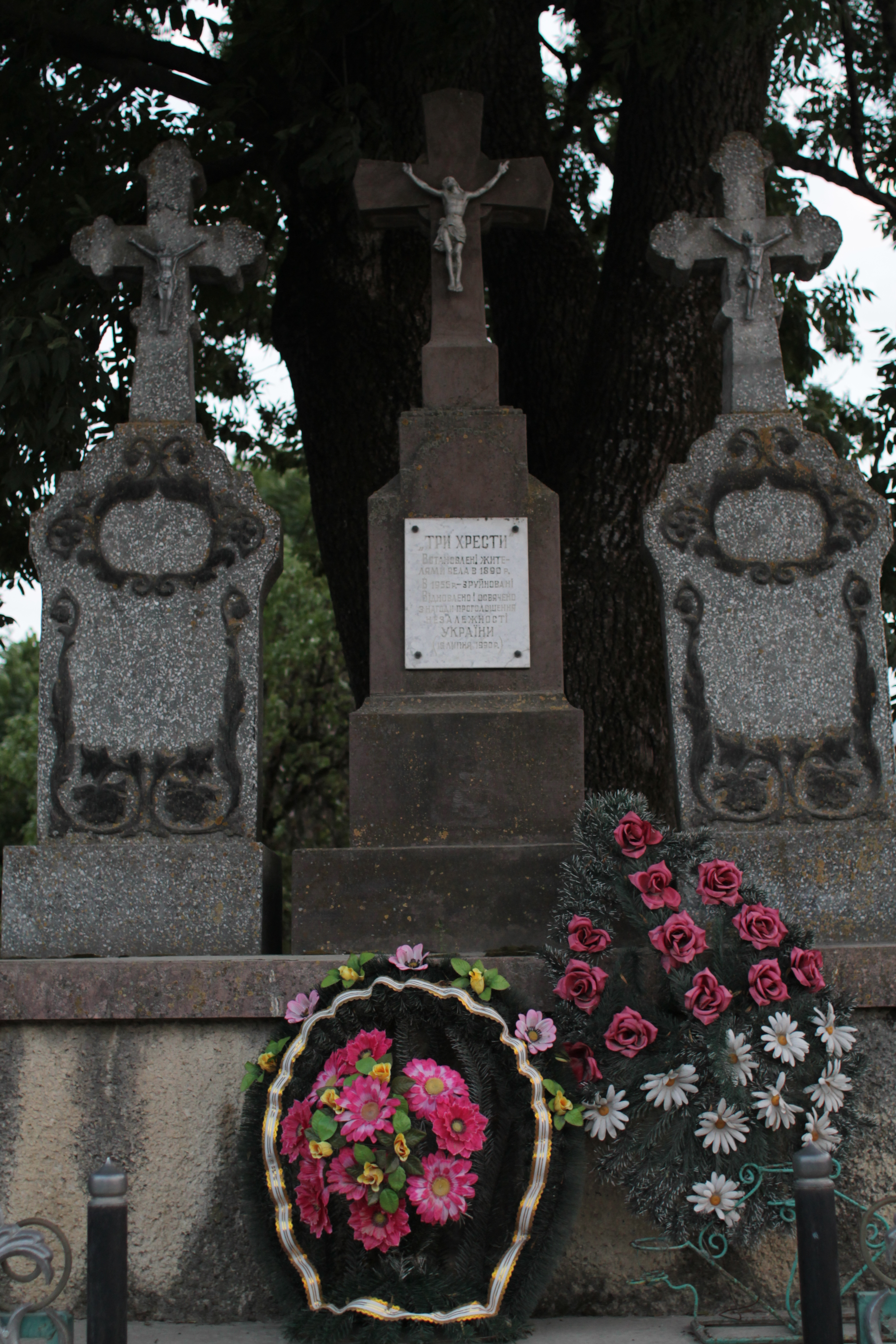
Кудринці, три хрести на честь проголошення незалежності
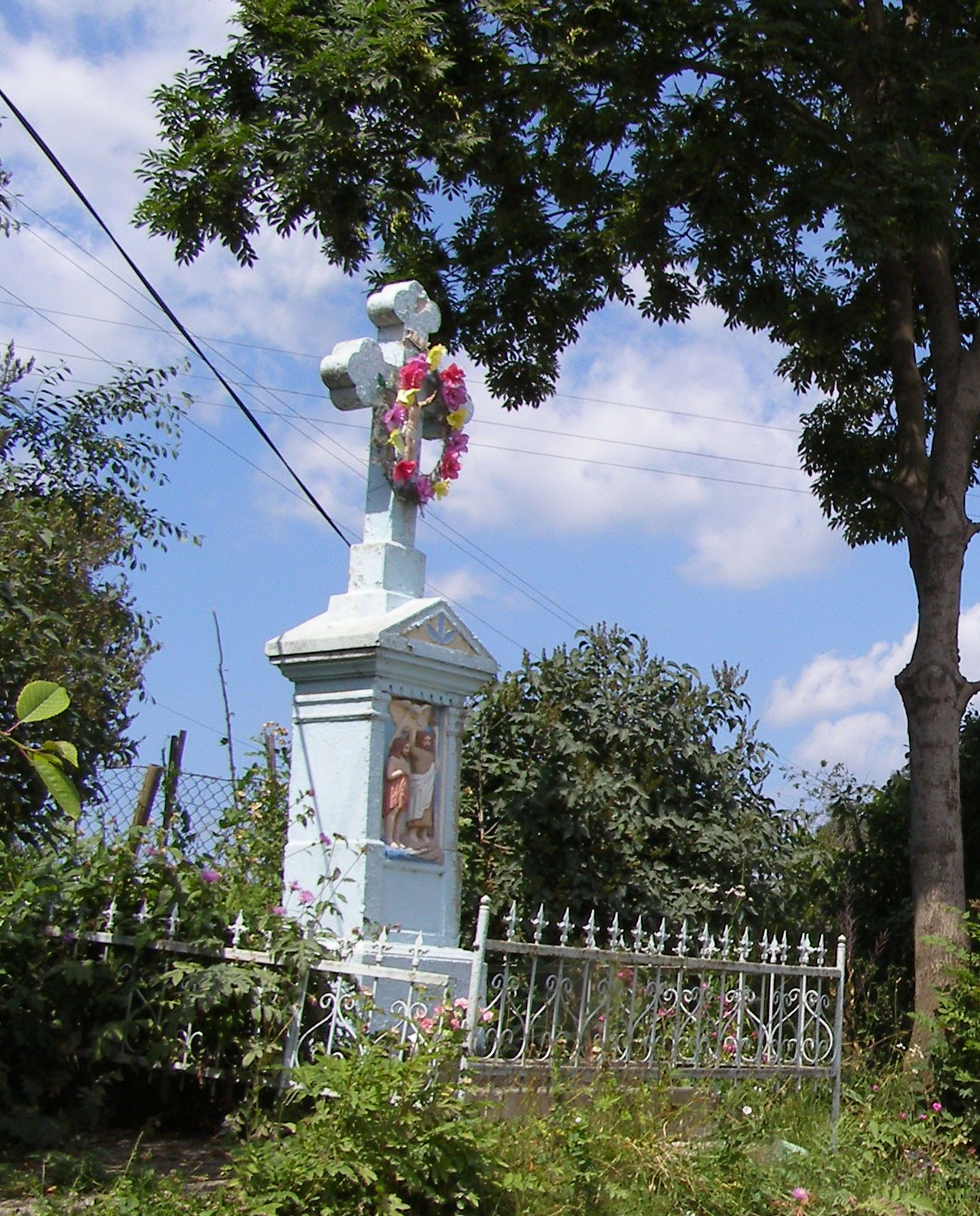
Надгробний хрест у Бережанах на Тернопільщині
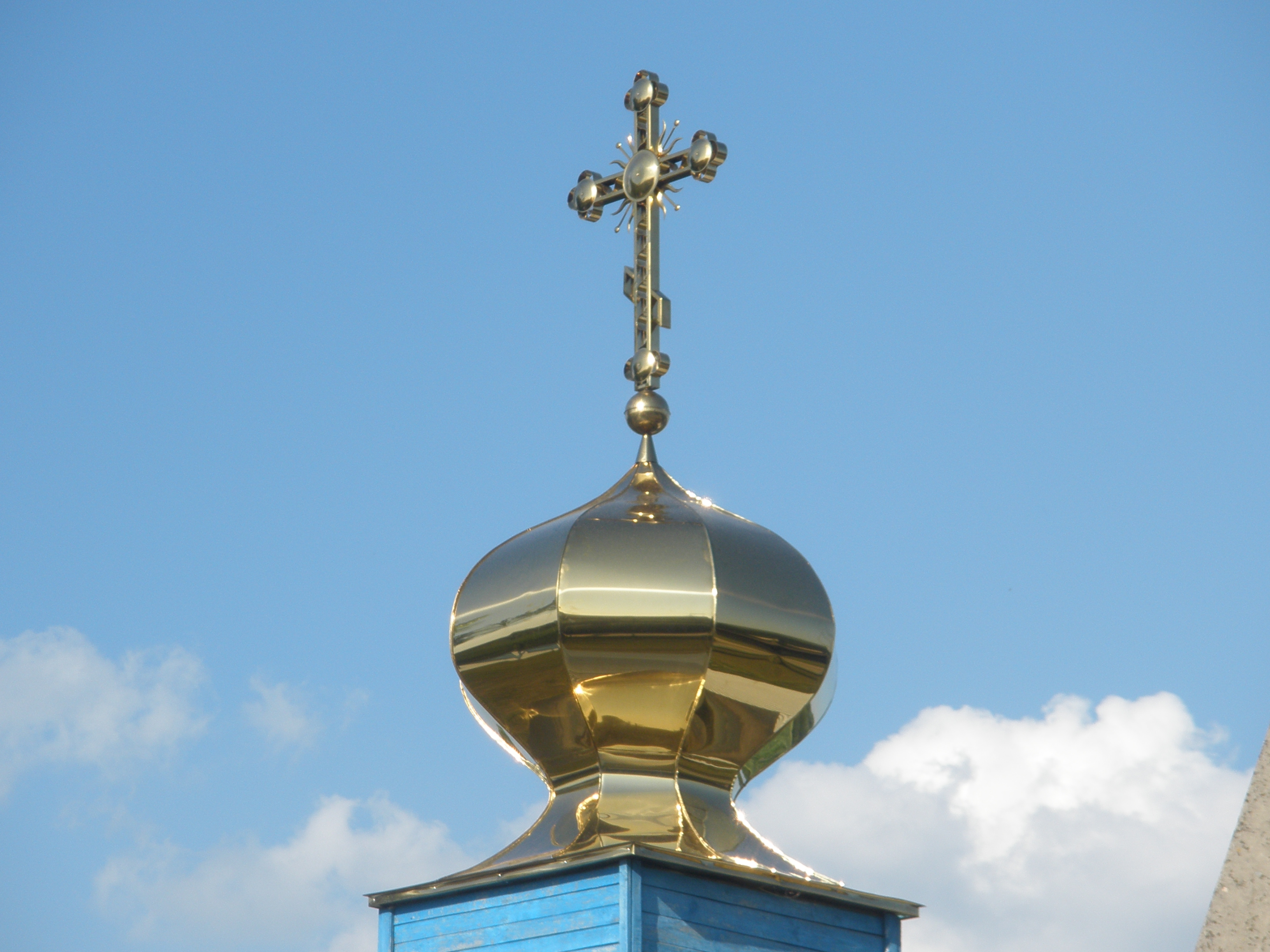
Купол Успенського храму в с. Лютенька на Полтавщині
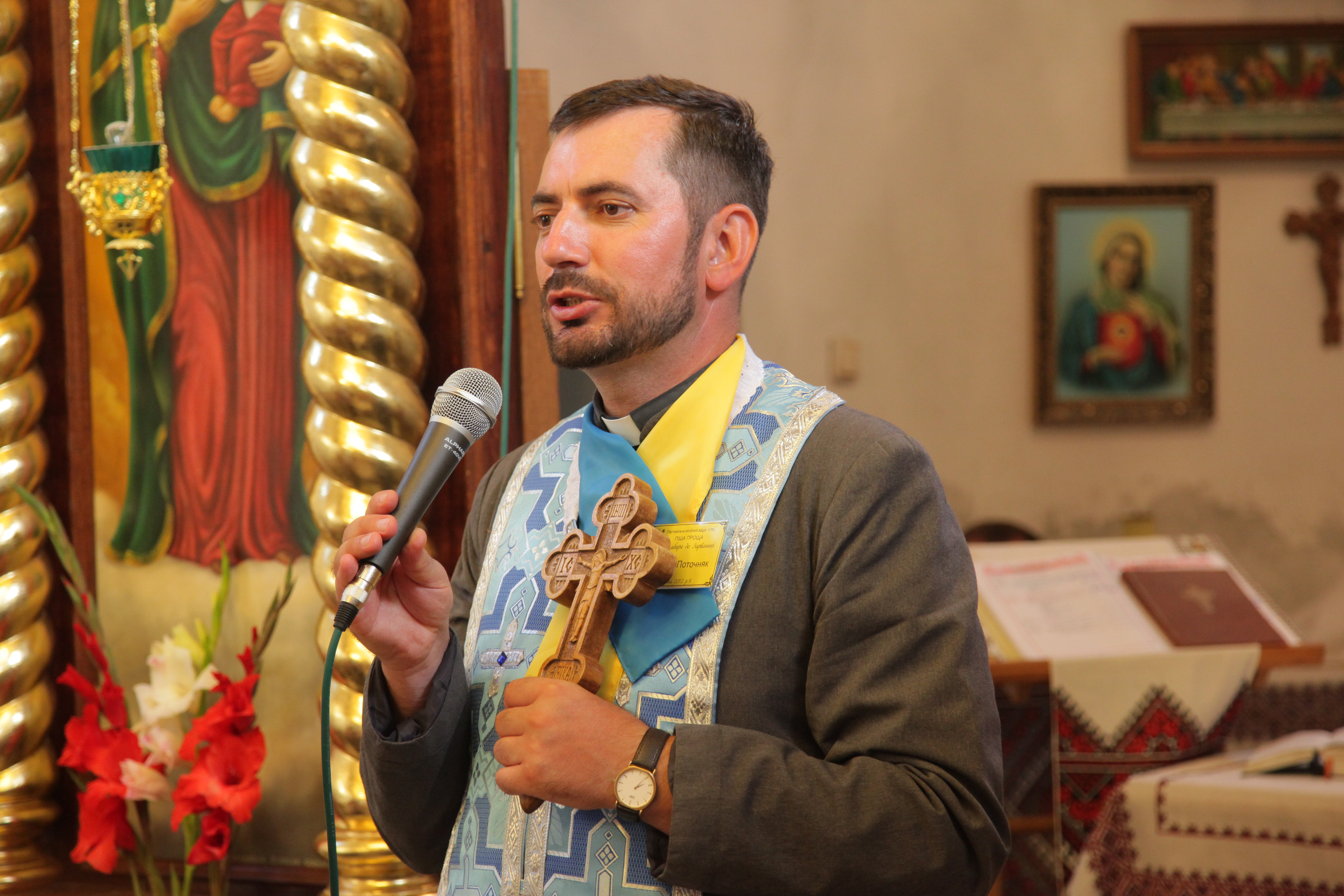
Священник з трилистим напрестольним хрестом
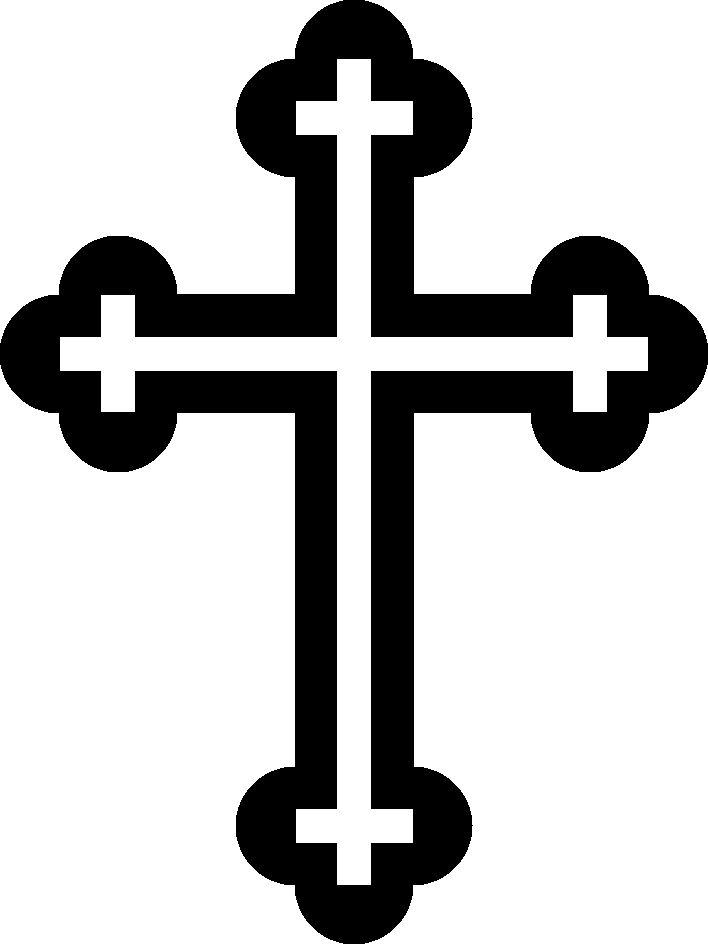
Болгарський православний хрест
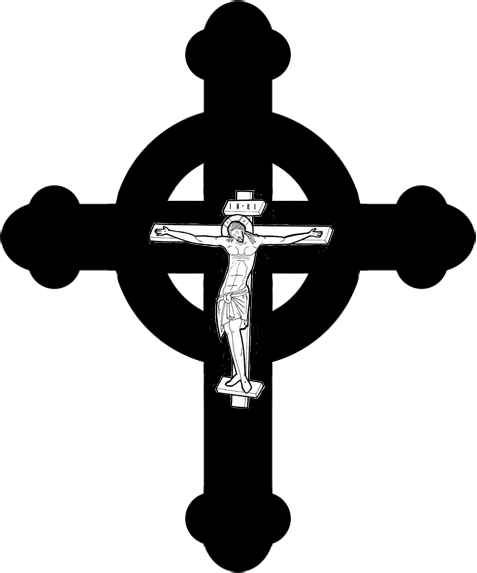
Сербський православний хрест
Російський православний хрест
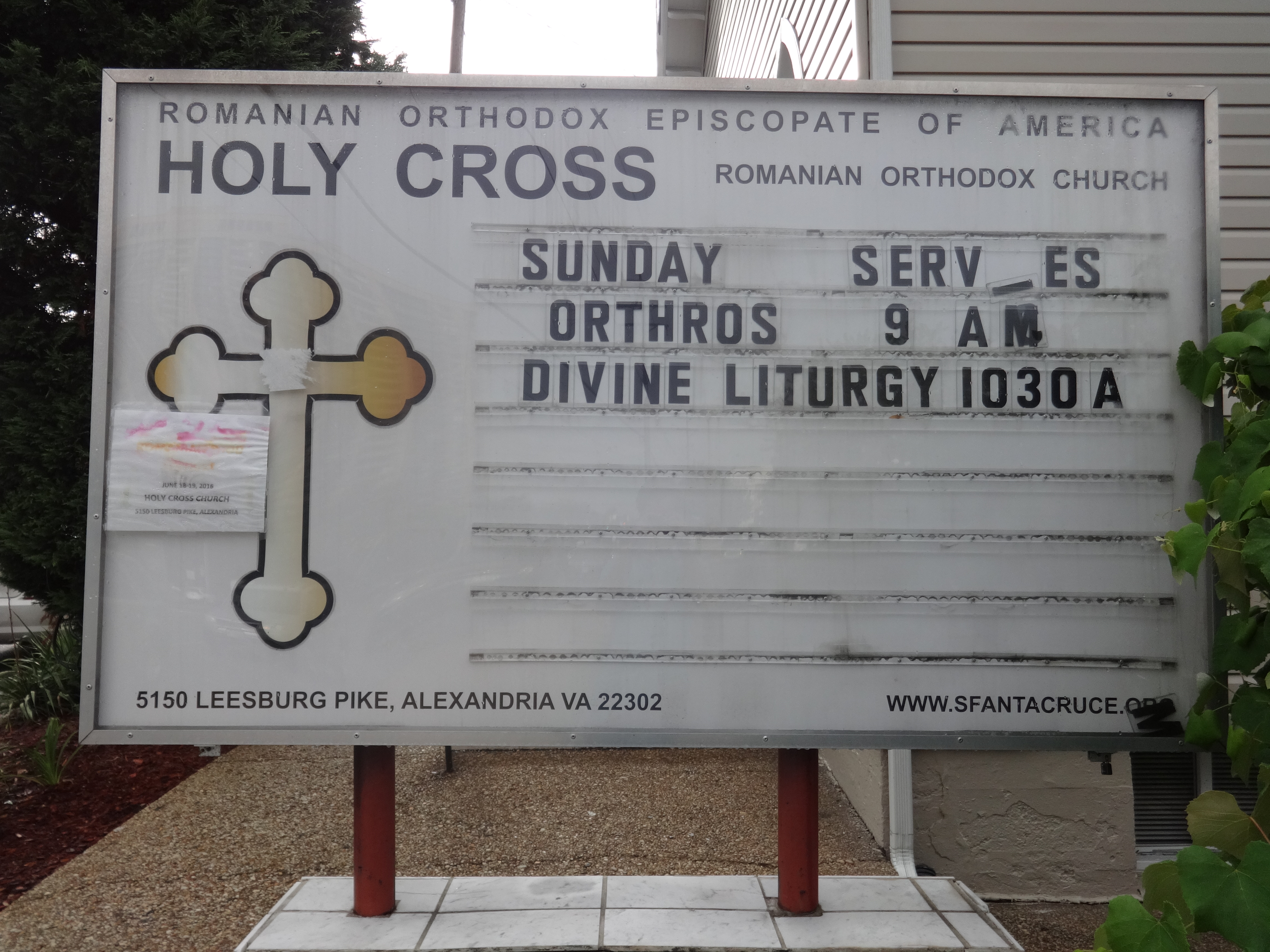
Трилистий хрест на оголошенні Румунської православної церкви
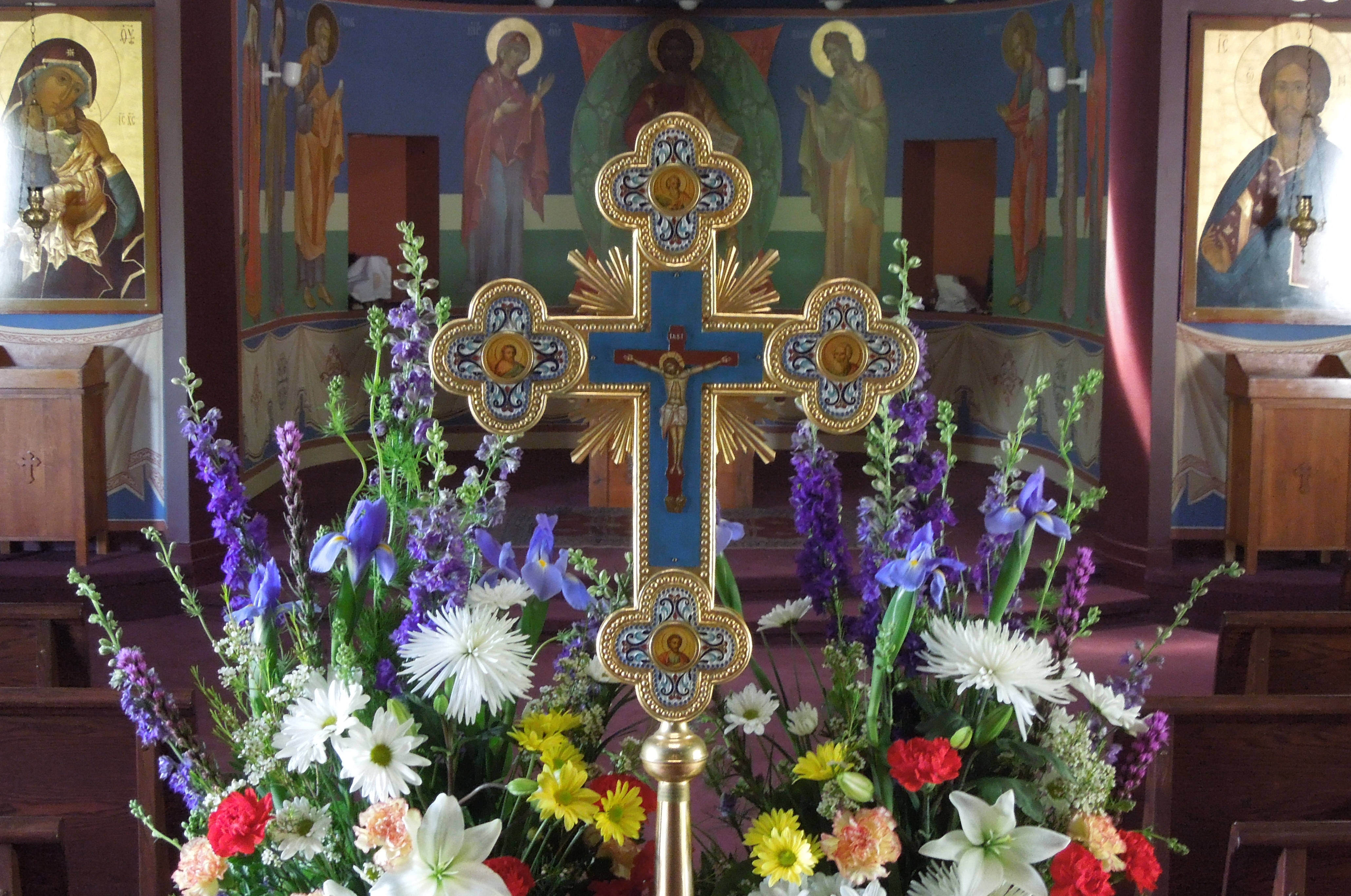
Запрестольний хрест у храмі Православної церкви в Америці